# Dulcina de Moraes
Dulcina Mynssen de Moraes (Valença, 3 de fevereiro de 1908 – Brasília, 28 de agosto de 1996) foi uma atriz de teatro brasileira, criadora da Fundação Brasileira de Teatro (FBT) depois transformada na Faculdade de Artes Dulcina de Moraes, em Brasília.
Filha de atores, é considerada uma das grandes damas do teatro nacional. Em 1939, foi agraciada com a medalha do mérito da Associação Brasileira de Críticos Teatrais (ABCT) como melhor atriz do ano pelo conjunto da obra.

## Biografia

### Década de 1910 e 1920: juventude e estreia no teatro
Dulcina nasceu em 1908, em Valença, no interior do Rio de Janeiro. Era filha de dois grandes atores da época: Átila Galaor de Moraes e a cubana naturalizada brasileira Conchita de Moraes. O seu nome é uma homenagem a sua avó materna Dulcina Bernard de Los Rios, que também era atriz.
Seu nascimento aconteceu durante uma turnê da companhia de teatro onde seus pais se apresentavam. Eles estavam hospedados em um hotel em Valença, quando Conchita entrou em trabalho de parto. O dono do hotel, ao ver que Dulcina iria nascer, proibiu que os pais dela ficassem lá. Diante da situação, o elenco se revoltou e se recusou a continuar hospedado no local. A Condessa de Valença soube do ocorrido e rapidamente disponibilizou uma casa desabitada para Conchita dar a luz. A população local se solidarizou, levando mantimentos para Conchita até que, finalmente, Dulcina nasceu.
Com um mês de vida, Dulcina já estava em cena nas apresentações mambembes, ocupando o lugar de uma boneca em um berço utilizado na peça.
Na década de 1920, começa sua carreira com a Companhia Brasileira de Comédia, de Viriato Corrêa. Aos 15 anos estreou o espetáculo Travessuras de Berta, pela Companhia Brasileira de Comédia no Teatro Trianon e aos 17 anos ingressa na companhia teatral de Leopoldo Fróes, a mais importante do início do século passado.
Mesmo em começo de carreira, era bastante elogiada, chamando a atenção de público e crítica pela naturalidade e temperamento nos palcos, muitas vezes criticados negativamente por sua impetuosidade na atuação.
Foi a atriz principal de Lua Cheia, de André Birabeau. Atuou em diversos papéis, muitos de comédia, mas também em dramas e montagens históricas e peças clássicas da dramaturgia mundial. Os autores nacionais também tiveram sua vez no repertório de Dulcina, como Viriato Correia (A Marquesa de Santos), Raimundo Magalhães Júnior (O Imperador Galante) e Maria Jacintha (Convite à Vida, Conflito, Já é Manhã no Mar), entre muitos outros.

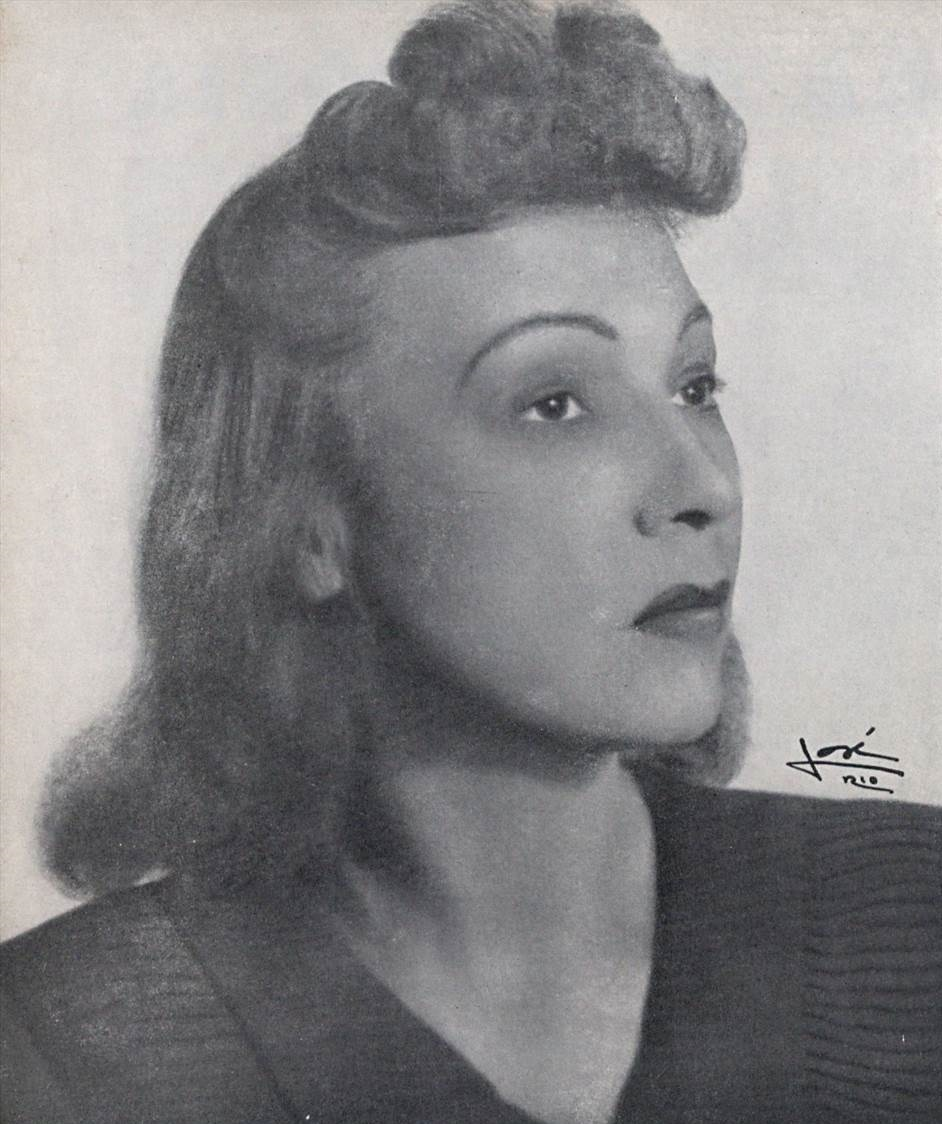
Dulcina de Moraes, em 1943

### Década de 1930 e 1940: casamento e sucesso teatral
Em 4 de julho de 1930, casa-se com o empresário e também ator Odilon Azevedo e em 1935, junto de Odilon, funda a Companhia Teatral Dulcina-Odilon, responsável por várias peças de sucesso nos palcos nacionais. A companhia foi a primeira a trazer para o público brasileiro peças de autores como García Lorca (Bodas de Sangue), D’Annunzio (A Filha de Iório), Bernard Shaw (César e Cleópatra, Santa Joana, Pigmaleão) e Jean Giraudoux (Anfitrião 38). A Companhia Dulcina-Odilon também mudou a forma de fazer teatro no Brasil. Na companhia, Dulcina acabou com o "ponto" (uma pessoa que ficava no palco em uma caixa escondida, dizendo o texto para os atores) e instituiu o descanso semanal para os artistas às segundas-feiras, outra novidade da época.
Alguns dos trabalhos de maior sucesso de Dulcina foram as peças Amor, em 1933 e A Chuva, em 1945. Ambas as peças permaneceram anos em cartaz e percorreram todo o país. A atuação da atriz nas duas peças foi muito aclamada, a tal ponto que Dulcina passou a ser considerada a principal atriz de teatro brasileira da primeira metade do século XX. Além disso, os figurinos usados por Dulcina em A Chuva fizeram tanto sucesso que muitas pessoas passaram a querer usá-los, até mesmo da alta sociedade. Com isso, as roupas de Dulcina viraram modelo de elegância e sofisticação e a atriz também passou a ditar moda.
Em 1939, recebeu a medalha do mérito da Associação Brasileira de Críticos Teatrais (ABCT) como melhor atriz do ano pelo conjunto da obra.
Em 1941, Dulcina atuou no filme 24 Horas de Sonho, em que fez a protagonista Clarice, uma mulher decidida a aproveitar a vida até o último minuto. No filme, Dulcina atuou ao lado de outros grandes atores do país, entre eles os seus pais, Átila e Conchita de Moraes. O filme, porém, não chegou a ser um grande sucesso na época e Dulcina não voltou a atuar no cinema, preferindo se dedicar ao teatro. Em depoimento para Sérgio Viotti, Dulcina revelou que precisou vender algumas de suas propriedades para pagar os custos do filme.
Em 1946 e 1947, Dulcina realizou uma turnê na Argentina e no Uruguai apresentando uma versão espanhola da peça A Chuva, um de seus grandes sucessos. Quando esteve em Buenos Aires, encontrou na cidade um centro de apoio e gerenciamento de carreira de artistas. A partir daí, Dulcina começou a ter o desejo de criar algo similar no Brasil. Já nessa época, a atriz criou, junto com seu marido Odilon, a Associação Brasileira de Teatro, embrião do que viria a se tornar a Fundação Brasileira de Teatro anos depois.
Em 1949, ganhou novamente o prêmio da ABCT, desta vez por sua direção na peça Mulheres.

### Década de 1950 até 1995: Fundação Brasileira de Teatro

Dulcina de Moraes, foto sem data.

Em 1953, Dulcina atuou no programa Grande Teatro Tupi, sua única experiência na televisão. O programa, idealizado e dirigido por Sérgio Britto, exibia famosas peças de teatro adaptadas. A atriz continuou a se dedicar principalmente ao teatro.
Na década de 1950, Dulcina e seu marido Odilon começaram a lutar pela valorização da classe teatral, pela legalização da profissão de ator no Brasil e pelo ensino do teatro no país. Em 1955, como parte dessa luta, Dulcina inaugurou a Fundação Brasileira de Teatro, dedicando-se integralmente a este projeto, primeiro no prédio onde hoje está o teatro que leva seu nome, no centro do Rio de Janeiro, e mais tarde, em 1972, em Brasília, formando centenas de atores. Dulcina foi uma das primeiras atrizes do país a ministrar aulas de teatro. Também como parte dessa luta, Dulcina formou um movimento contra a carteira de prostituta - na época, os atores e atrizes no Brasil eram registrados como prostitutas na carteira de trabalho. Graças a essa luta de Dulcina, a carteira de prostituta para os atores e atrizes foi abolida em 1978, quando a profissão de ator passou a ser regulamentada no Brasil.
Em 1964, Dulcina foi pela primeira vez para a nova capital federal, Brasília, com uma turnê teatral da peça Oito Mulheres. A partir daí, começou a ter o desejo de morar na cidade. Em 1966, Odilon, marido da atriz, morreu. Em 1972, Dulcina passou a morar e trabalhar em Brasília. Com isso, transferiu a FBT do Rio de Janeiro para a capital. Em 21 de abril de 1980, inaugura o Teatro Dulcina de Moraes em Brasília. Entre 1973 e 1980, Dulcina de Moraes não atuou em nenhuma peça porque se estava dedicando a transferir a FBT para Brasília e a inaugurar o teatro nomeado em homenagem a ela, mas em 1981, voltou a atuar na peça O Melhor dos Pecados, escrita por Sérgio Viotti especialmente para a atriz e com direção de Bibi Ferreira. A peça foi apresentada no Rio de Janeiro, em Curitiba e em Brasília e foi um sucesso. A atuação de Dulcina foi novamente aclamada pelo público e crítica, fazendo com que ela ganhasse o Prêmio Molière Especial. Foi também a única vez que Dulcina, após ter ido morar em Brasília, retornou ao Rio de Janeiro, a convite de Bibi Ferreira, que a dirigiu na peça.
Em 1982, Dulcina de Moraes criou em Brasília a Faculdade de Artes Dulcina de Moraes, prolongamento da Fundação Brasileira de Teatro. A partir daí, a atriz se dedicou exclusivamente a dar aulas de teatro na faculdade, ajudando a formar novos atores em Brasília. Ela ainda chegou a atuar em algumas peças com seus alunos, mas foram montagens acadêmicas apenas - sua última peça profissional foi mesmo O Melhor dos Pecados, em 1981. Dulcina morava sozinha na Asa Sul, em Brasília, num apartamento que ganhou do Presidente Emílio Garrastazu Médici, e raramente falava com a imprensa.
Em 1990, a FBT chegou a estar à beira da falência, mas amigos de Dulcina organizaram a campanha "Viva Dulcina!", cuja renda salvou a fundação. Na mesma época, a saúde de Dulcina começou a se fragilizar e, em 1991, ela foi diagnosticada com esclerose. Por causa da doença, Dulcina passou a trabalhar com menos frequência na sua Faculdade de Artes em Brasília. Em 1994, ela foi diagnosticada com demência e se afastou definitivamente da sua Faculdades de Artes e do seu Teatro em Brasília. Um ano depois, Dulcina passou a ficar sob tutela da sobrinha, Vera Regina Malhado.

## Morte
Em abril de 1996, Dulcina teve uma suspeita de derrame. Em agosto de 1996, Dulcina foi internada no Hospital Regional da Asa Norte, em Brasília, para tratar uma diverticulite. Durante a internação, ela também sofreu uma infecção hospitalar, seguida de pneumonia. Devido a todas essas complicações, Dulcina morreu no final de agosto de 1996, aos 88 anos. Ela foi sepultada no cemitério Campo da Esperança, na Asa Sul da capital federal.

## Legado
O nome de Dulcina também foi dado a um Teatro no centro do Rio de Janeiro. Foi lá que Dulcina criou a Companhia Dulcina-Odilon, apresentou inúmeras peças (entre elas a sua última, O Melhor dos Pecados, de Sérgio Viotti e direção de Bibi Ferreira, em 1981) e abrigou por anos a sede da Fundação Brasileira de Teatro, antes de se transferir para Brasília. Em 1977, Dulcina vendeu o Teatro Dulcina no Rio de Janeiro para o governo federal e, desde então, o espaço passou por várias reformas. A partir de 1984, o Teatro Dulcina no Rio de Janeiro passou a ser administrado pela Funarte. O espaço conta com uma galeria de fotos da carreira da atriz.
A Faculdade de Artes Dulcina de Moraes, criada por Dulcina em Brasília, ainda existe mas há anos enfrenta problemas financeiros e administrativos. Um levantamento feito em 2023 mostrou que a faculdade acumula uma divida de R$ 27 milhões.
Em 2007, o Teatro Dulcina de Moraes em Brasília foi tombado e passou a ser considerado patrimônio cultural, mas também enfrenta dificuldades financeiras. Em 2023, o Teatro em Brasília quase foi a leilão, mas uma decisão da justiça o cancelou porque o leilão não seguiu, segundo a justiça, os prazos corretos.
Em 2019, foi lançado o filme Dulcina, de Glória Teixeira. O filme é um documentário que conta a trajetória de Dulcina de Moraes.
Em 2023, na gestão do Presidente da FBT, Gilberto Rios, um grupo de voluntários liderados pelo ator e produtor Josuel Junior iniciou um projeto para recuperar o acervo histórico de Dulcina e criar um museu com o acervo. A ação encontrou artigos raros, como manuscritos de Dulcina, documentos históricos, premiações e fotos nunca antes reveladas ao público. No mesmo ano, Dulcina foi incluída no Livro dos Heróis e Heroínas da Pátria. A lei que incluiu Dulcina é de autoria da deputada Benedita da Silva.

## Espetáculos

### Como atriz
- 1923 - O Discípulo Amado
- 1923 - Zuzu
- 1923 - Travessuras de Berta
- 1923 - Fogo de Vista
- 1923 - Viúva dos 500
- 1924 - As Libélulas do Amor
- 1925 - As Mulheres Não Querem Alma
- 1925 - Partida para Citera
- 1925 - Lua Cheia
- 1925 - O Pulo do Gato
- 1925 - A Melhor Aventura
- 1926 - A Musa do Tango
- 1926 - A Mulher de César
- 1926 - O Homem das Cinco e Meia
- 1927 - Vida e Morte de Santa Teresinha do Menino Jesus
- 1929 - Chauffeur
- 1930 - Com Amor não se Brinca
- 1930 - O Rei dos Piratas
- 1930 - A Descoberta da América
- 1930 - O Hotel dos Amores
- 1930 - O Homem de Fraque Preto
- 1930 - Amor... Que Praga!
- 1930 - Felicidade
- 1930 - Coitado do Xavier
- 1931 - A Vida É Um Sonho
- 1931 - Um Tostãozinho de Gente
- 1931 - Sorrisos de Mulher
- 1931 - Manhãs de Sol
- 1931 - Casamento a Yankee
- 1933 - As Solteironas dos Chapéus Verdes
- 1933 - Amor
- 1934 - Ela e Eu
- 1934 - Canção da Felicidade
- 1934 - O Último Lord
- 1934 - A Bela e a Fera
- 1934 - Fredaine Vai Casar
- 1934 - Matei!
- 1934 - Bebezinho de Paris
- 1935 - O Pássaro que Foge
- 1935 - No Mundo da Lua
- 1935 - Lê Bonheur
- 1935 - Esta Noite ou Nunca
- 1935 - Mascote
- 1935 - Alegria de Amar
- 1935 - Pancada de Amor
- 1935 - O Nono Mandamento
- 1936 - Mas, Que Pequena!
- 1936 - Noites de Carnaval
- 1937 - Certa Noite em Nova York
- 1937 - Fontes Luminosas
- 1938 - A Mentirosa
- 1938 - O Oficial da Guarda
- 1938 - A Marquesa de Santos
- 1938 - Alegria de Amor
- 1939 - Secretário de Madame
- 1939 - Senhorita Minha Mãe
- 1939 - Grã-Fina
- 1939 - Cara ou Coroa
- 1939 - Zazá
- 1939 - Uma Mulher Livre
- 1939 - Experiência de Amor
- 1939 - A Voz Humana
- 1939 - Conflito
- 1940 - Sinhá Moça Chorou
- 1941 - Os Homens Preferem as Viúvas
- 1941 - As Loucuras de Madame Vidal
- 1941 - Sinfonia Inacabada
- 1941 - Nunca Me Deixarás
- 1941 - A Comédia do Coração
- 1941 - Alvorada
- 1942 - Pigmalião
- 1942 - A Mulher Inatingível
- 1942 - Do Mundo Nada Se Leva
- 1943 - Delírio
- 1943 - Uma Mulher do Outro Mundo
- 1943 - Os Maridos de Vitória
- 1944 - César e Cleópatra
- 1944 - Santa Joana
- 1944 - Bodas de Sangue
- 1944 - Anfitrião 38
- 1944 - Convite à Vida
- 1944 - Deslumbramento
- 1945 - Rainha Vitória
- 1945 - O Pirata
- 1945 - Chuva
- 1945 - Sereia Louca
- 1946 - Avatar
- 1946 - Ana Christie
- 1947 - A Filha de Tório
- 1948 - Já É Manhã no Mar
- 1948 - Águia de Duas Cabeças
- 1948 - A Família e a Festa na Roça
- 1948 - Dona do Mundo
- 1948 - Mulheres
- 1949 - Nossa Querida Gilda
- 1949 - Sorriso de Gioconda
- 1949 - O Bar do Crepúsculo
- 1949 - As Solteironas dos Chapéus Verdes
- 1949 - Anita Garibaldi
- 1950 - Loucuras de Madame Vidal
- 1950 - Chuva
- 1951 - A Doce Inimiga
- 1952 - Vivendo em Pecado
- 1953 - O Imperador Galante
- 1954 - O Homem da Minha Vida
- 1954 - Helena de Troia
- 1954 - Figueira do Inferno
- 1955 - Leonora (Porto Alegre)
- 1959 - Tia Mame
- 1963 - Tchin-Tchin
- 1963 - Os Sábios se Divertem
- 1963 - Oito Mulheres
- 1965 - Vamos Brincar de Amor em Cabo Frio
- 1965 - O Noviço
- 1967 - O Inspetor Geral
- 1967 - A Ópera dos Três Vinténs
- 1969 - Catarina... da Russia
- 1970 - Como É Que Eu Posso Ouvir Você Com a Torneira Aberta?
- 1971 - Um Vizinho em Nossas Vidas
- 1972 - Tia Mame (no Teatro Nacional, Sala Martins Penna, em Brasília)
- 1981 - O Melhor dos Pecados

### Como diretora
- 1923 - O Discípulo Amado
- 1923 - Viúva dos 500
- 1924 - As Libélulas do Amor
- 1925 - As Mulheres Não Querem Alma
- 1925 - O Pulo do Gato
- 1925 - A Melhor Aventura
- 1926 - A Musa do Tango
- 1929 - Chauffeur
- 1930 - Amor... Que Praga!
- 1930 - Coitado do Xavier
- 1931 - Manhãs de Sol
- 1933 - As Solteironas dos Chapéus Verdes
- 1935 - Lê Bonheur
- 1935 - Mascote
- 1935 - Alegria de Amar
- 1935 - Pancada de Amor
- 1935 - O Nono Mandamento
- 1936 - Mas, Que Pequena!
- 1936 - Noites de Carnaval
- 1937 - Certa Noite em Nova York
- 1937 - Fontes Luminosas'
- 1938 - A Mentirosa
- 1938 - O Oficial da Guarda
- 1938 - A Marquesa de Santos
- 1938 - Alegria de Amor
- 1939 - Secretário de Madame
- 1939 - Senhorita Minha Mãe
- 1939 - Grã-Fina
- 1939 - Cara ou Coroa
- 1939 - Zazá
- 1939 - Uma Mulher Livre
- 1939 - Experiência de Amor
- 1939 - A Voz Humana
- 1939 - Conflito
- 1940 - Sinhá Moça Chorou
- 1941 - Os Homens Preferem as Viúvas
- 1941 - As Loucuras de Madame Vidal
- 1941 - Sinfonia Inacabada
- 1941 - Nunca Me Deixarás
- 1941 - A Comédia do Coração
- 1941 - Alvorada
- 1942 - Pigmalião
- 1942 - A Mulher Inatingível
- 1942 - Do Mundo Nada Se Leva
- 1943 - Delírio
- 1943 - Uma Mulher do Outro Mundo
- 1943 - Os Maridos de Vitória
- 1944 - Santa Joana
- 1944 - Anfitrião 38
- 1944 - Convite à Vida
- 1944 - Deslumbramento
- 1945 - Rainha Vitória
- 1945 - O Pirata
- 1945 - Chuva
- 1945 - Sereia Louca
- 1946 - Avatar
- 1946 - Ana Christie
- 1947 - A Filha de Tório
- 1948 - Já É Manhã no Mar
- 1948 - Chuva
- 1948 - Águia de Duas Cabeças
- 1948 - A Família e a Festa na Roça
- 1948 - Dona do Mundo
- 1948 - Mulheres
- 1949 - Nossa Querida Gilda
- 1949 - Sorriso de Gioconda
- 1949 - O Bar do Crepúsculo
- 1949 - As Solteironas dos Chapéus Verdes
- 1949 - Anita Garibaldi
- 1950 - As Árvores Morrem em Pé
- 1950 - Loucuras de Madame Vidal
- 1951 - A Doce Inimiga
- 1951 - Ninotchka
- 1951 - Irene
- 1953 - O Imperador Galante
- 1954 - Os Inocentes
- 1954 - O Homem da Minha Vida
- 1954 - Helena de Troia
- 1954 - Figueira do Inferno
- 1955 - Leonora (Porto Alegre)
- 1958 - O Processo de Jesus
- 1959 - Tia Mame
- 1960 - Auto da Compadecida
- 1960 - A Compadecida
- 1962 - Tia Mame
- 1962 - Chuva
- 1964 - Tia Mame (em Curitiba)
- 1964 - Você Pode Ser um Assassino
- 1965 - O Noviço (em Curitiba)
- 1966 - Senhora na Boca do Lixo
- 1970 - O Comprador de Fazendas
- 1971 - Um Vizinho em Nossas Vidas
- 1972 - Tia Mame (no Teatro Nacional, Sala Martins Penna, em Brasília)

### Como produtora
- 1951 - Ninotchka[2]

## Filmografia

### Cinema
- 1941 - 24 Horas de Sonho ... Clarice, Baronesa das Torres Altas
- 1937 - Mulher que passa

### Televisão
- 1953-56; Grande Teatro Tupi